# ズデーテン・ドイツ人党

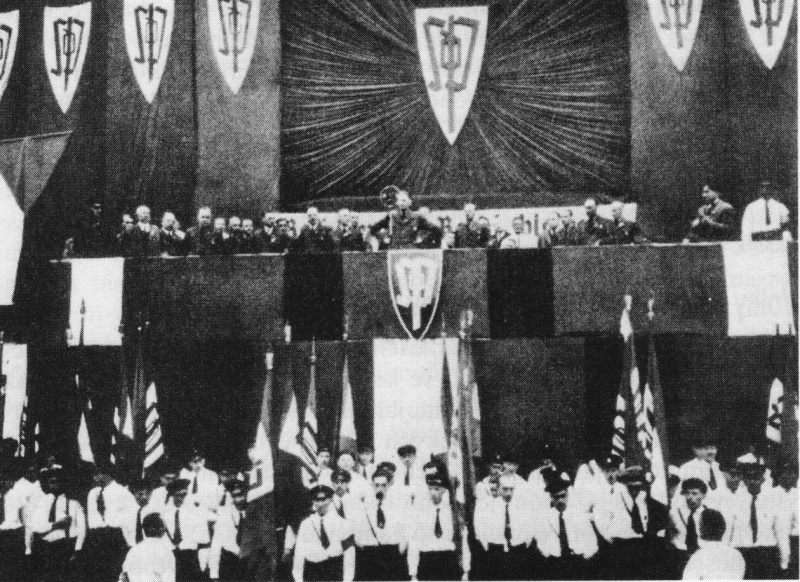
スデーテン・ドイツ人党の党大会
_{演説しているのはカール・ヘルマン・フランク}

ズデーテン・ドイツ人党（ズデーテン・ドイツじんとう、ドイツ語：Sudetendeutsche Partei、略称SdP、チェコ語：Sudetoněmecká strana）は、戦間期のチェコスロヴァキアで結成されたドイツ人政党。当時、ズデーテン地方に300万以上いたドイツ系住民から強い支持を受けていた。
1933年にコンラート・ヘンラインによって創設されたズデーテン・ドイツ郷土戦線（略称SHF 、ドイツ語：Sudetendeutsche Heimatfront 、チェコ語：Sudetoněmecká vlastenecká fronta） が1935年に改称、同年の選挙で、14.7パーセントの得票を獲得して第二党にまで勢力を伸ばした。チェコからの分離を果たすため、ドイツのヒトラー政権に接近して激しい運動を行い、ズデーテン問題を国際問題化した。1938年のミュンヘン会談の結果、ドイツによるズデーテン地方併合が成立した。党の目標が達成されると、党は正式に解散し、党員の多くはナチス党に吸収された。

## 所属した人物
- カール・ヘルマン・フランク（のちのベーメン・メーレン保護領担当相。親衛隊大将）
- オスカー・シンドラー（映画「シンドラーのリスト」で著名な実業家）